# Rhynchoglossum papuae
Rhynchoglossum papuae är en tvåhjärtbladig växtart som beskrevs av Rudolf Schlechter. Rhynchoglossum papuae ingår i släktet Rhynchoglossum och familjen Gesneriaceae. Inga underarter finns listade i Catalogue of Life.